# Plaza de la Independencia (Paramaribo)
La plaza de la Independencia (en neerlandés: Onafhankelijkheidsplein) es el principal espacio urbano de la ciudad de Paramaribo, capital de Surinam. Se encuentra como área intermedia entre la zona verde de Palmentuin y el Palacio Presidencial de Surinam.
La plaza durante el periodo de la Guayana Neerlandesa era denominado como plaza Naranja o plaza de Gobierno. Desde el 24 de febrero de 2012 la plaza ocupa toda las banderas de los integrantes de la Comunidad del Caribe por lo que también recibe el nombre de plaza de la Bandera.

## Descripción
Por su ubicación selvática, la plaza es lugar de encuentro para aves durante las mañanas. Además del Palacio Presidencial, alrededor de la plaza también se encuentra, a la derecha, la sede del Ministerio de Finanzas y la residencial real Du Plessis; mientras que a la izquierda, la sede del Tribunal de Justicia Nacional.
La plaza también se ubica cerca al río Surinam, en dicha orilla está la Asamblea Nacional

## Monumentos
El sitio es lugar de estatuas en recuerdo a Johan Adolf Pengel y Jagernath Lachmon, también existe un pequeño memorial en honor a los soldados surinameses que participaron en la Segunda Guerra Mundial como parte de las Fuerzas Armadas de los Países Bajos.

## Galería

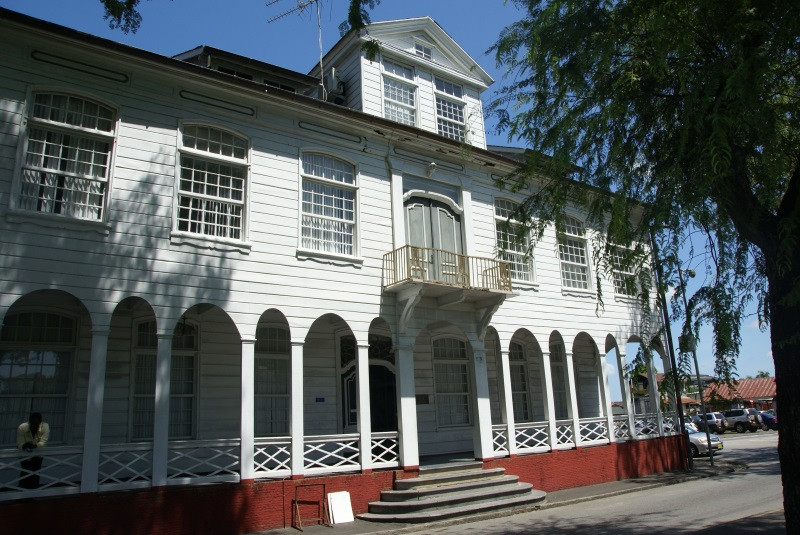
Residencial real Du Plessis.
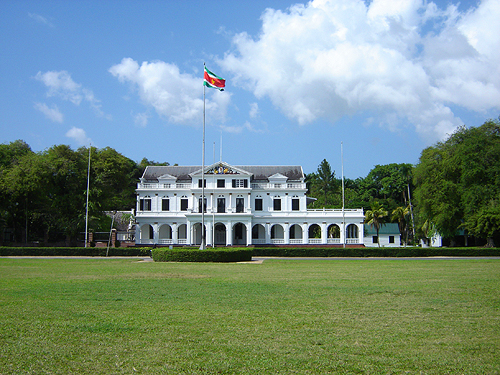
Palacio Presidencial de Surinam.
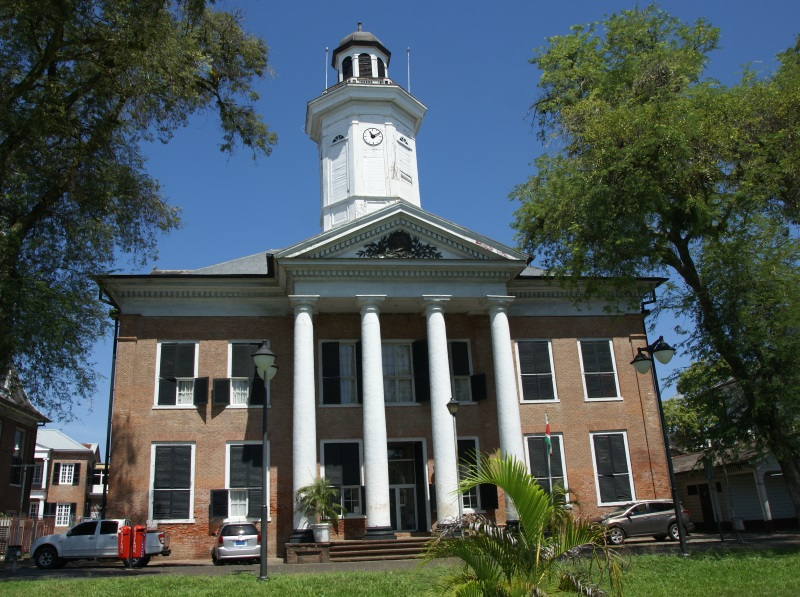
Ministerio de Finanzas.
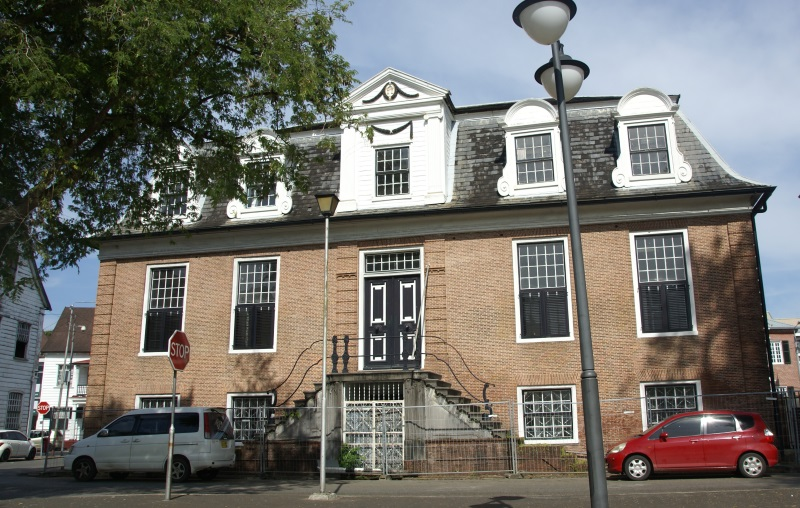
Ministerio de Justicia y Policía.
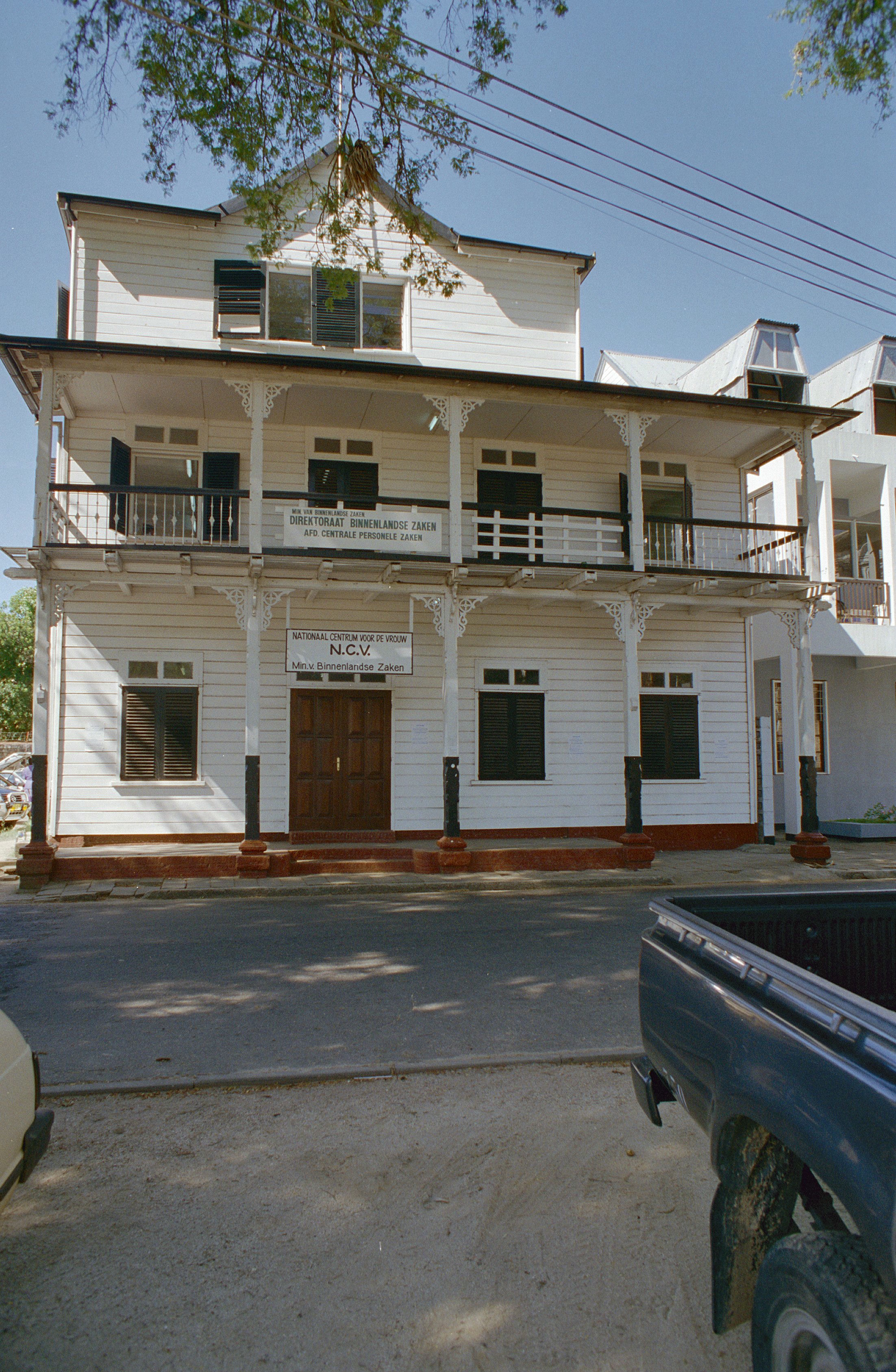
Ministerio del Interior.
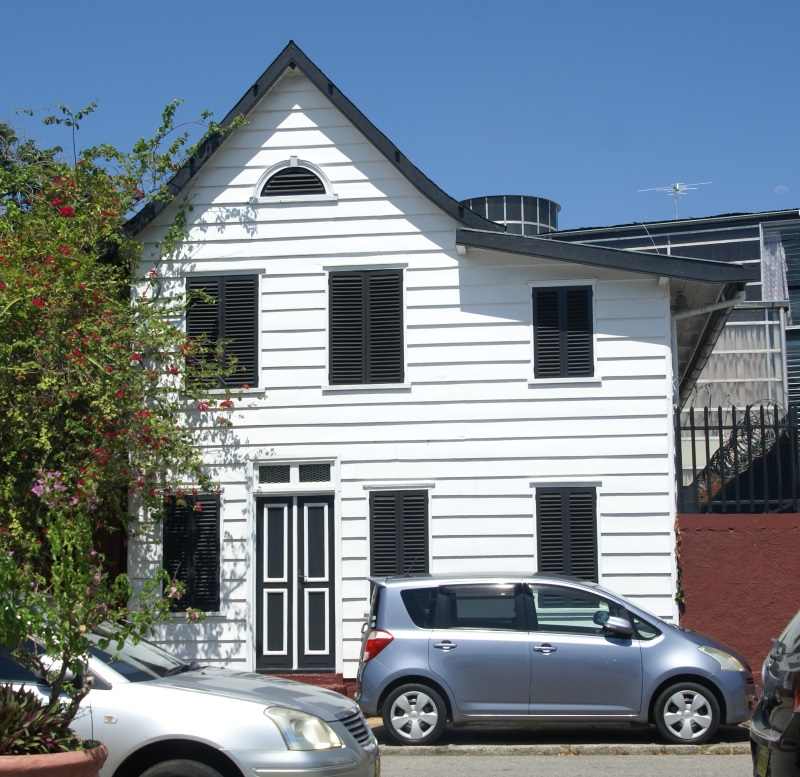
Dixiebar.
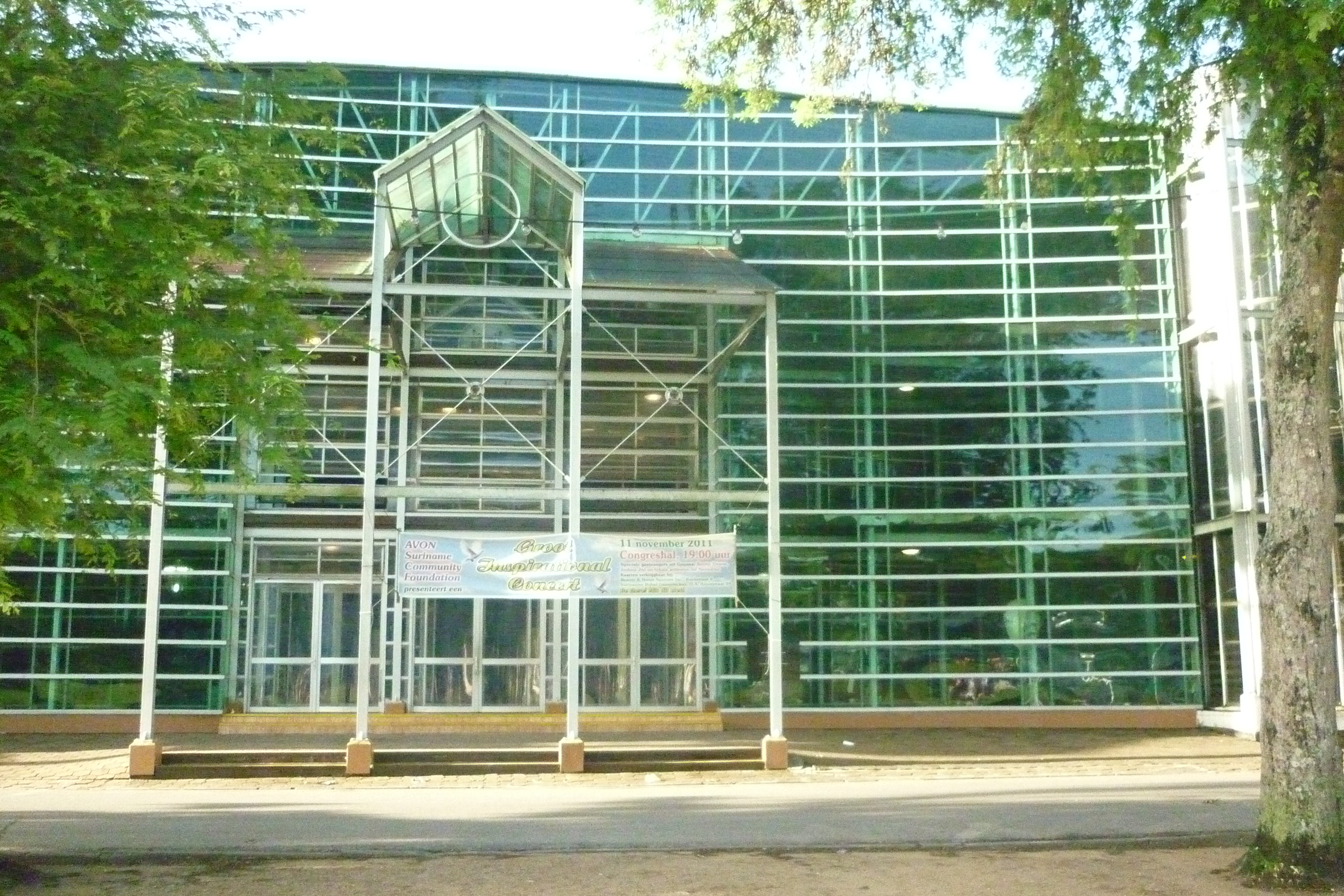
Asamblea de Surinam.